# Дружний (Тоцький район)
Дру́жний (рос. Дружный) — селище у складі Тоцького району Оренбурзької області, Росія.

## Населення
Населення — 124 особи (2010; 183 у 2002).
Національний склад (станом на 2002 рік):
- росіяни — 63 %